# Giunone

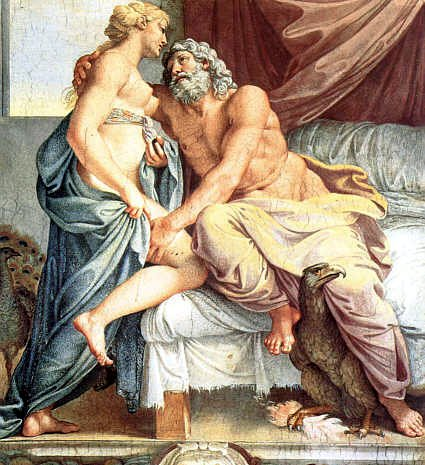
Gli amori di Giove e Giunone, dipinto di Annibale Carracci, conservato a Roma,
Galleria Farnese.

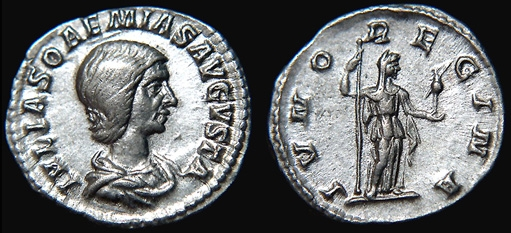
Giunone Regina su di un denario di Giulia Soemia.

Giunone è una divinità della religione romana, una dea madre legata al ciclo lunare dei primitivi popoli italici.

## Descrizione
Giunone era l'antica divinità del matrimonio e del parto, spesso rappresentata nell'atto di allattare, la quale assunse, in seguito, le funzioni di protettrice dello Stato. 
Figlia di Saturno,  fu gradualmente assimilata dagli antichi Romani alla Era della mitologia greca, divenendo la moglie di Giove, quindi la più importante divinità femminile. Assieme a Giove e Minerva formava la cosiddetta Triade Capitolina. Giunone ebbe da Giove i figli Marte, dio della guerra e Vulcano (secondo una versione della sua genealogia), dio del fuoco.
In quanto divinità protettrice del parto, le erano consacrate le calende, ovvero il primo giorno di ciascun mese nel calendario romano, e per questo, generalmente, i tempi che le erano dedicati alle calende, come nel caso del Tempio di Giunone Moneta, dedicatogli il 1° di giugno.
Giunone era anche la protettrice degli animali, in particolare era a lei sacro il pavone.
Era sacro a Giunone il mese di Giugno (lat. Iunius).

## Epiteti
- Regina
- Moneta. In suo onore erano stati eretti templi, nei quali veniva venerata come Moneta ("colei che ammonisce", a cui era dedicato il tempio di Giunone Moneta sul Campidoglio) sede della Zecca, e in questo ruolo si sarebbe distinta salvando i romani durante l'assalto portato dai Galli nel IV secolo a.C..
- Lucina. Giunone Lucina proteggeva le nascite e i bambini: in suo onore venivano celebrate le Matronalia.
- Sospita ossia propizia o protettrice.
- Curiti,[2]
- Viriplaca.
- Caprotina identificata con la Natura, era raffigurata con corna e pelle di capra che ricopriva testa e spalle. Le erano dedicate le feste Caprotine il 7 luglio.[3]
- Pronuba protettrice delle nozze

## Templi / Santuari
- Tempio di Giunone Moneta a Roma;
- Tempio di Giunone Regina sull'Aventino a Roma;
- Tempio di Giunone Regina al Campo Marzio a Roma;
- Tempio di Giunone Sospita a Roma;
- Santuario di Hera Lacinia presso Capocolonna a Crotone.
- Tempio di Hera Lacinia, o di Giunone, ad Agrigento;
- Antico tempio di Giunone a Padova, (forse eretto su un tempio precedente) in cui erano esposti i rostri delle navi degli spartani condotti da Cleonimo e sconfitti dai Patavini.[4]

## Nemica di Troia
Si narra che Giunone fosse nemica giurata dei Troiani per tre motivi mitici:
1. Il torto subito da Paride perché aveva dato la mela della bellezza a Venere anziché a lei.
2. Il rapimento di Ganimede da parte di Giove, che ne fece il suo amante e il coppiere degli dèi.
3. La profezia che si racconta nell'Eneide, secondo la quale la sua città prediletta, cioè Cartagine, sarà distrutta dai discendenti di Troia e quindi i Romani. Virgilio identifica Giunone con Tanit la dea adorata a Cartagine.

## Cultura di massa
- A Giunone è intitolato il Juno Chasma su Venere[5].

- L'attributo giunonico ha il significato di forme femminili marcate, e in particolare di un seno pronunciato.
- Al nome latino di Giunone è intitolata una spedizione spaziale NASA partita nel 2011